# Élections législatives de 1978 dans le Cantal
Les élections législatives françaises de 1978 se déroulent le 12 mars 1978. Dans le département du Cantal, deux députés sont à élire dans le cadre de deux circonscriptions.

## Élus
| Circonscription | Député sortant   | Parti | Parti | Député élu ou réélu | Parti | Parti |
| --------------- | ---------------- | ----- | ----- | ------------------- | ----- | ----- |
| 1re             | Augustin Chauvet |       | RPR   | Augustin Chauvet    |       | RPR   |
| 2e              | Pierre Raynal    |       | RPR   | Pierre Raynal       |       | RPR   |

## Résultats

### Résultats à l'échelle du département
|                | Rassemblement pour la République | 57 058  | 57,69  | 2 |  |  |
|                | Majorité présidentielle          | 57 058  | 57,69  | 2 |  |  |
|                |                                  |         |        |   |  |  |
|                | Parti socialiste                 | 23 494  | 23,75  | 0 |  |  |
|                | Parti communiste français        | 13 928  | 14,08  | 0 |  |  |
|                | Union de la gauche               | 37 422  | 37,84  | 0 |  |  |
|                |                                  |         |        |   |  |  |
|                | Lutte ouvrière                   | 2 687   | 2,72   | 0 |  |  |
|                | Divers                           | 1 736   | 1,76   | 0 |  |  |
|                |                                  |         |        |   |  |  |
| Inscrits       | Inscrits                         | 122 970 | 100,00 | 2 |  |  |
| Abstentions    | Abstentions                      | 22 095  | 17,97  |   |  |  |
| Votants        | Votants                          | 100 875 | 82,03  |   |  |  |
| Blancs et nuls | Blancs et nuls                   | 1 972   | 1,95   |   |  |  |
| Exprimés       | Exprimés                         | 98 903  | 98,05  |   |  |  |

### Résultats par circonscription

#### Première circonscription (Aurillac)
|                | Augustin Chauvet sortant réélu | RPR            | 29 540 | 54,5   |  |  |  |
|                | René Souchon                   | PS             | 14 958 | 27,6   |  |  |  |
|                | Louis Taurant                  | PCF            | 8 299  | 15,31  |  |  |  |
|                | Paul Palacio                   | LO             | 1 401  | 2,58   |  |  |  |
|                |                                |                |        |        |  |  |  |
| Inscrits       | Inscrits                       | Inscrits       | 66 672 | 100,00 |  |  |  |
| Abstentions    | Abstentions                    | Abstentions    | 11 284 | 16,92  |  |  |  |
| Votants        | Votants                        | Votants        | 55 388 | 83,08  |  |  |  |
| Blancs et nuls | Blancs et nuls                 | Blancs et nuls | 1 190  | 2,15   |  |  |  |
| Exprimés       | Exprimés                       | Exprimés       | 54 198 | 97,85  |  |  |  |

#### Deuxième circonscription (Saint-Flour - Mauriac)
|                | Pierre Raynal sortant réélu | RPR            | 27 518 | 61,55  |  |  |  |
|                | Yves Debord                 | PS             | 8 536  | 19,09  |  |  |  |
|                | Alain Cousin                | PCF            | 5 629  | 12,59  |  |  |  |
|                | Alexandre Andraud           | Divers         | 1 736  | 3,88   |  |  |  |
|                | André Jouve                 | LO             | 1 286  | 2,88   |  |  |  |
|                |                             |                |        |        |  |  |  |
| Inscrits       | Inscrits                    | Inscrits       | 56 298 | 100,00 |  |  |  |
| Abstentions    | Abstentions                 | Abstentions    | 10 811 | 19,2   |  |  |  |
| Votants        | Votants                     | Votants        | 45 487 | 80,8   |  |  |  |
| Blancs et nuls | Blancs et nuls              | Blancs et nuls | 782    | 1,72   |  |  |  |
| Exprimés       | Exprimés                    | Exprimés       | 44 705 | 98,28  |  |  |  |